# Ultimo indirizzo conosciuto

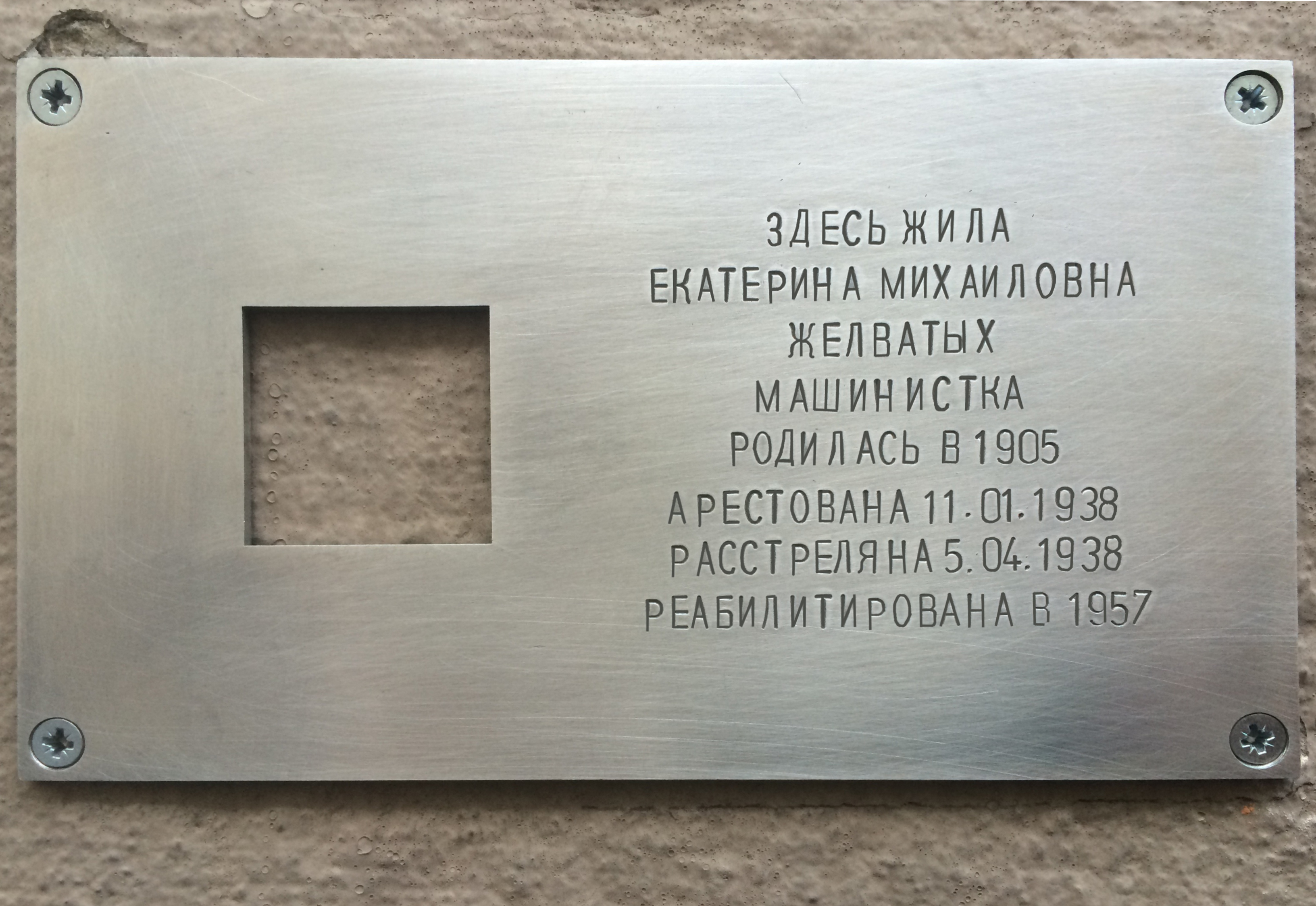

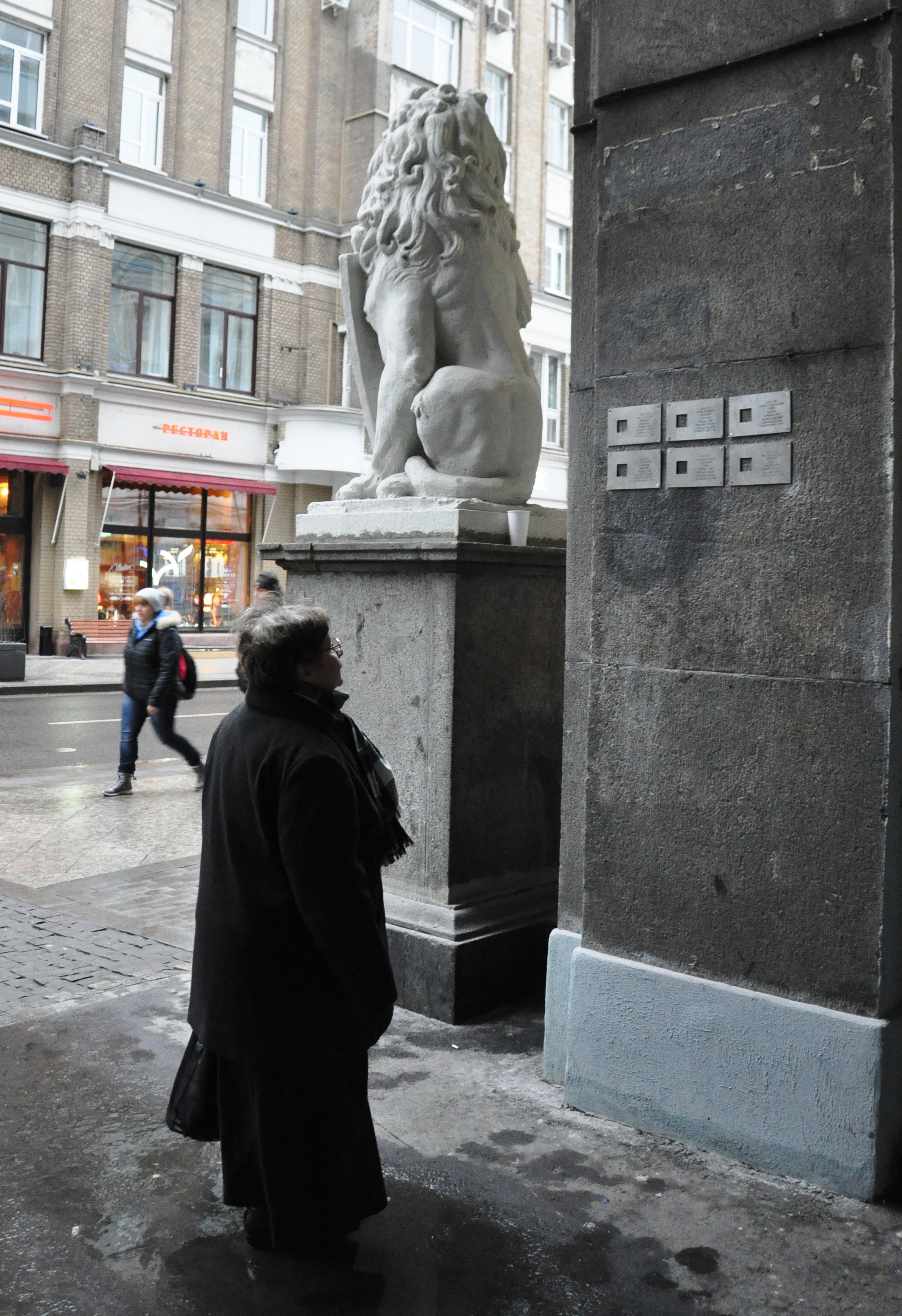
Un passante davanti ai cartelli. Mosca, via Myasnitskaya, 15

Ultimo indirizzo conosciuto (in russo Последний адрес?) è un progetto commemorativo pubblico su larga scala concepito per commemorare la memoria delle persone innocenti morte a causa delle repressioni politiche commesse dalle autorità sovietiche. È stato lanciato nel 2014, ispirandosi a un analogo memoriale tedesco (le Pietre d'inciampo), e da allora più di 1.500 targhe sono state installate sulle case di decine di città. Dal 2017 il progetto è uscito dai confini della Federazione russa ed è diventato internazionale: le targhe commemorative hanno iniziato a essere installate in Repubblica Ceca, Ucraina, Moldavia, Georgia, Germania e Francia.

## Descrizione
Il suo principio è «Un nome, una vita, un segno». Nell’ambito del progetto, una piccola targa in metallo di forma rettangolare, grande quanto un palmo, viene installata sul muro della casa che è diventata l’ultimo indirizzo in vita della vittima del regime. La targa riporta il nome della persona uccisa, l'anno di nascita, la professione, le date di arresto e di morte e l'anno di riabilitazione.  Un buco quadrato delle dimensioni di una fototessera sul lato sinistro della targa ricorda la fotografia mancante. L’aggregazione di molti memoriali personali di questo tipo forma una «rete commemorativa», che collega diverse città del mondo.
Ultimo indirizzo conosciuto è un progetto che viene dalla società civile. Il suo principio chiave è che l’iniziativa di installare ogni targa (così come il suo pagamento) proviene da una persona specifica che vuole onorare la memoria di un'altra persona specifica morta a causa della repressione politica in Unione Sovietica. Può trattarsi di un parente o di un amico stretto della persona uccisa, o di un residente della casa che è diventata l’ultimo indirizzo della vittima, o di qualsiasi altra persona che ritenga importante per sé questo gesto.
La principale fonte d'informazioni sulle vittime della repressione politica per il progetto è l'enorme banca dati (contenente diversi milioni di record) raccolta da Memorial. Ultimo indirizzo conosciuto è l'incarnazione fisica di questa elenco digitale. I collaboratori ed i ricercatori fanno notare che l'obiettivo di Ultimo indirizzo conosciuto non è l'installazione di milioni di targhe «su ogni casa», ma la memoria e la riflessione che possono derivare dall'iniziativa.